# Douglas Everett
Douglas Everett (né le 3 avril 1905 à Cambridge (Massachusetts) et mort le 14 septembre 1996 à Concord (New Hampshire)) est un hockeyeur sur glace américain. Lors des Jeux olympiques d'hiver de 1932 disputés à Lake Placid, il remporte la médaille d'argent.

## Palmarès
- Médaille d'argent aux Jeux olympiques de Lake Placid en 1932